# يوم المريقب
يوم المريقب هو أحد أيام داحس والغبراء والتي حدثت خلال عصر ما قبل الإسلام ما بين عبس وغطفان ضد بنو فزارة.

## المعركة
التقت بنو عبس وحلفاؤها ضد فزارة في موضع المريقب بقيادة قيس لبنو عبس وقيل الربيع بن زياد، أما بنو فزارة فكانت تحت قيادة حذيفة بن بدر ودارت رحى المعركة بينهما، قُتل من بني فزارة عوف بن زيد بن عمرو بن أبي الحصين، وضمضم أبو الحصين المري وقد قتل على يد عنتره بن شداد العبسي. انتهى يوم المريقب بانتصار بني عبس على بني فزارة.

بعد المعركة بلغ عنتره بن شداد أن ابنا ضمضم حصينًا وهرماً يشتمانه ويتوعّدان بالثأر منه. فقال في قصيدة له:

وذكر الفارس العربي عنترة بن شداد المعركة في شعرٍ له قائلًا:

## الموضع
حددت موسوعة المملكة العربية السعودية الصادرة من دارة الملك عبدالعزيز موضع معركة المريقب في منطقة القصيم وتحديدًا مدينة الجواء.

## هوامش
1. ↑  أو معركة المريقب